# Kanaal van Zwijnaarde

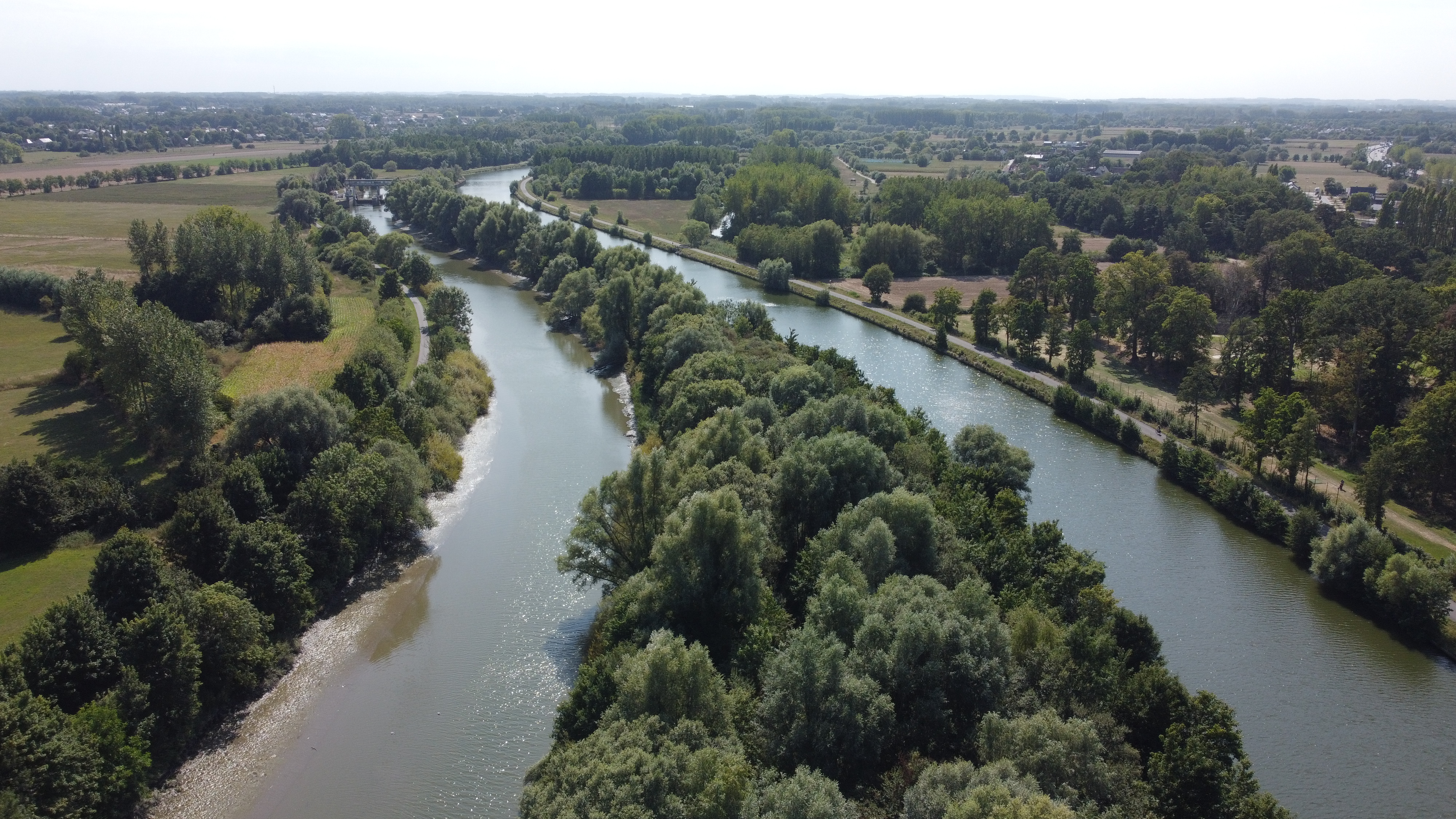
Kanaal van Zwijnaarde (rechts) en Tijarm (links).

Het Kanaal van Zwijnaarde is een kort stukje waterweg in de Belgische provincie Oost-Vlaanderen, op het grondgebied van de Gentse deelgemeente Zwijnaarde. Het kanaal betreft in feite de rechtgetrokken Schelde, maar aangezien de afgesneden meanders nooit werden gedempt of afgesloten (Tijarm) bleef een dubbele naamgeving bestaan.   
Het kanaal werd in 1777 gegraven als relatief smalle sloot. Tijdens of kort na de Tweede Wereldoorlog werd het zuidelijk deel van het kanaal aanzienlijk verbreed om als aanvoerhaven voor de plaatselijke kunstvezelfabriek (Fibranne, later Fabelta, Domo) te fungeren. Bij het aanleggen van de Ringvaart in de jaren 1960 werd ten slotte ook het noordelijk deel van het kanaal verbreed. 
Het Kanaal van Zwijnaarde begint als een westelijke vertakking van de Bovenschelde. De oostelijke vertakking wordt de Tijarm genoemd en vloeit richting het sluizencomplex van Merelbeke. Tussen beide takken in bevindt zich het Eilandje. Meer noordwaarts kruist het Kanaal van Zwijnaarde de E40 en de R4, om vervolgens te eindigen in de Ringvaart, nabij het Ghelamcostadion van KAA Gent. 
De gekanaliseerde Bovenschelde loopt vervolgens via een kleinere sluis op de grens tussen Merelbeke en Gent richting de binnenstad van laatst genoemde. In de omgeving van het Liedermeerspark verenigt dit gedeelte zich weer met het oorspronkelijke tracé van de Bovenschelde. Het stukje waterweg ten noorden van de Ringvaart wordt echter niet het Kanaal van Zwijnaarde genoemd maar gewoon Bovenschelde.